# Distrito de Marigaon
Marigaon (en asamés; মৰিগাও জিলা) es un distrito de India en el estado de Assam. Código ISO: IN.AS.MA.
Comprende una superficie de 1 704 km².
El centro administrativo es la ciudad de Marigaon.

## Demografía
Según censo 2011 contaba con una población total de 957 853 habitantes, de los cuales 472 525 eran mujeres y 485 328 varones.